# IRB Pacific Nations Cup 2010
L'IRB Pacific Nations Cup 2010 è stata la quinta edizione dell'IRB Pacific Nations Cup, torneo di rugby che ha visto la partecipazione delle selezioni del Pacifico. In questa stagione hanno rinunciato a partecipare le selezioni Australia A e la selezione neozelandese dei Junior All Blacks vedendo al via solo quattro squadre: Samoa, Figi, Tonga e Giappone.
La vittoria è andata, per la prima volta, alla nazionale di Samoa.

## Risultati
| Arbitro: | Peter Fitzgibbon |

|                                                                              |           |                                                       |
| mete: Poluleuligaga, meta tecnica Pesamino trasf.: Lui (3) c.p.: P. Williams | Marcatori | mete: Taufa, Lilo trasf.: Morath (2) c.p.: Morath (3) |

| Arbitro: | George Clancy |

|                                                                 |           |                               |
| mete: Keresoni Matawalu, Nagusa trasf.:Dakuvula 2 c.p.:Dakuvula | Marcatori | mete: Kikutani c.p.: Nicholas |

| Arbitro: | Wayne Barnes |

|                                                                                |           | |
| 11' c.p. Lui 13' m. Stowers 14' c.p. Lui 31' m. Pesamino 38' m. Tekori tr. Lui | Marcatori | 7' c.p. Alridge 24' m. Nicholas tr. Alridge 28' m. Onozawa 33' m. Nicholas tr. Alridge 40' e 46' c.p.Alridge 77' drop Alridge |

| Arbitro: | Peter Fitzgibbon |

| |           | |
| 28' c.p. Rawaka 29' m. Bakaniceva tr. Rawaka 45' m. C. Ma'afu tr. Rawaka 56' c.p. Rawaka 64' m. K. Bolatagane tr. Rawaka 68' m. Waqaniburotu tr. Rawaka 73' m. Kalou tr. Rawaka | Marcatori | 2' e 13' m. Lilo tr. Morath 19' m. Fatafehi tr. Morath 24' m. Kalamafonu tr. Morath 35' c.p. Morath 48' m. Olosoni tr. Morath |

| Arbitro: | Romain Poite |

| |           |                                       |
| 16' m. Tekori tr. Lui 23' m. Pesamino tr. Lui 60' m. di Fa'osiliva 62' m. di Fa'osiliva tr. Lui 80' m. Mai | Marcatori | 35' e 49' c.p. Rawaqa 65' c.p. Rawaqa |

| Arbitro: | Steve Walsh |

| |           |                                                                                                |
| 10' c.p. Arlidge 40' c.p. Arlidge 45' c.p. Arlidge 51' m. Hatakeyama tr. Alrlidge 73' c.p. Arlidge 80'+4' meta di punizione tr. Arlidge | Marcatori | 3' m. Helu tr. Morath 11' c.p. Morath 27' m. Fataehi tr. Morath 42' c.p. Morath 76 c.p. Morath |

## Classifica
|  | Squadra  | G | V | N | P | P+ | P- | diff. | B | PT |
|  | -------- | - | - | - | - | -- | -- | ----- | - | -- |
|  | Samoa    | 3 | 2 | 0 | 1 | 78 | 63 | +15   | 1 | 9  |
|  | Figi     | 3 | 2 | 0 | 1 | 72 | 77 | –5    | 1 | 9  |
|  | Giappone | 3 | 2 | 0 | 1 | 65 | 68 | –3    | 0 | 8  |
|  | Tonga    | 3 | 0 | 0 | 3 | 84 | 91 | –7    | 4 | 4  |